# Haplosomoides abdominalis
Haplosomoides abdominalis es una especie de insecto coleóptero de la familia Chrysomelidae.
Fue descrita científicamente en 1984 por Kimoto.